# New! Improved!
| Recensione   | Giudizio |
| ------------ | -------- |
| AllMusic     | [ 1 ]    |
| Sputnikmusic | 3.4      |

New! Improved! è il terzo album del gruppo statunitense dei Blue Cheer che fu pubblicato dalla Philips Records nel marzo del 1969 e prodotto da Milan Melvin.
Nel 1994 fu ripubblicato l'album a cura dell'etichetta Repertoire Records con l'aggiunta di due brani bonus, nel 1999 fu anche ristampato dalla Akarma Records.

## Tracce
Lato A
1. When It All Gets Old – 2:51 (Ralph Burns Kellogg)
2. West Coast Child of Sunshine – 2:35 (Bruce Stephens)
3. I Want My Body Back – 3:12 (Bruce Stephens)
4. Aces 'n' Eights – 2:43 (Bruce Stephens, Dickie Peterson, Ralph Burns Kellogg)
5. As Long As I Live – 2:18 (Dickie Peterson, Bruce Stephens)
6. It Takes a Lot to Laugh, It Takes a Train to Cry – 3:13 (Bob Dylan)

Lato B
1. Peace of Mind – 7:17 (Randy Holden)
2. Fruit & Iceburgs – 6:05 (Randy Holden)
3. Honey Butter Lover – 1:21 (Randy Holden)

Edizione CD del 1994
1. When It All Gets Old – 2:51 (Ralph Burns Kellogg)
2. West Coast Child of Sunshine – 2:35 (Bruce Stephens)
3. I Want My Body Back – 3:12 (Bruce Stephens)
4. Aces 'n' Eights – 2:43 (Bruce Stephens, Dickie Peterson, Ralph Burns Kellogg)
5. As Long As I Live – 2:18 (Dickie Peterson, Bruce Stephens)
6. It Takes a Lot to Laugh, It Takes a Train to Cry – 3:13 (Bob Dylan)
7. Peace of Mind – 7:17 (Randy Holden)
8. Fruit & Iceburgs – 6:05 (Randy Holden)
9. Honey Butter Lover – 1:21 (Randy Holden)
10. All Night Long – 2:06 (Ralph Burns Kellogg) – Bonus Track - Single A-Side Philips 315644 BF/1969
11. Fortunes – 2:20 (Dickie Peterson) – Bonus Track - Single B-Side Philips 315644 BF/1969

## Formazione
- Dick Peterson - basso
- Dick Peterson - voce, chitarra a 12 corde, vibraslap (brani : A1, A2, A3, A4, A5, A6)
- Paul Whaley - batteria
- Paul Whaley - percussioni (brani : A1, A2, A3, A4, A5, A6)
- Bruce Stephens - chitarra, percussioni (brani : A1, A2, A3, A4, A5, A6)
- Ralph Burns Kellogg - pianoforte, organo (brani : A1, A2, A3, A4, A5, A6)
- Randy Holden - voce, chitarra (brani : B1, B2 & B3)
- Gene Estes - percussioni (brani : A1, A2, A3, A4, A5, A6)

Note aggiuntive
- Milan Melvin - produttore
- Registrato al Amigo Studios di North Hollywood, California
- Hank Cicalo - ingegnere delle registrazioni
- Marko, Russel & Larry - secondi ingegneri delle registrazioni
- Greg Irons (S. Francisco) - artwork
- Lloyd Johnson (S. Francisco) - fotografie[3]